# 24935 Godfreyhardy
24935 Godfreyhardy este un asteroid din centura principală de asteroizi.

## Descriere
24935 Godfreyhardy este un asteroid din centura principală de asteroizi. A fost descoperit pe 28 aprilie 1997 la Prescott (Arizona) de Paul G. Comba. Asteroidul prezintă o orbită caracterizată de o semiaxă mare de 2,53 ua, o excentricitate de 0,11 și o înclinație de 1,2° în raport cu ecliptica.